# Агаповка
Агаповка  — село в Челябінської області, адміністративний центр  Агаповського району, за 256 км на північний захід від Челябінська (автодорогою  — 278 км), за 20 км на південь від Магнітогорська. Розташоване на лівому березі річки Урал, за 16 км на північний захід від залізничної станції Бура. 
Населення  7,3 тис. жителів (1995). 

## Історія
Засноване в 1902 році козаками-переселенцями зі станиці Ніжнеозерної Оренбурзької губернії. Назване на честь генерал-лейтенанта Павла Йосиповича Агапова (1904 р.), начальника Козачого відділу Ген. Штабу (1910 — 1917 рр..), почесного козака станиці Ніжнеозерної, який відвів землю переселенцям. 
Знаходиться на відстані 256 км у південно-заходному напрямку від Челябінська.

## Населення
| 1959 | 1970  | 1979  | 1989  | 2002  | 2010  |
| ---- | ----- | ----- | ----- | ----- | ----- |
| 8009 | ↘5976 | ↘5692 | ↗6085 | ↗6408 | ↗6561 |

## Знамениті уродженці
- Олександр Нестеров  — повний Георгіївський кавалер.